# Dreiband-Europameisterschaft 1980

Logo CEB (ausrichtender Verband)

Veranstaltungsort: Helsingborg

Die Dreiband-Europameisterschaft 1980 war das 38. Turnier in dieser Disziplin des Karambolagebillards und fand vom 18. bis 23. März 1980 in Helsingborg statt. Es war die erste Carambol EM in Schweden und wurde zum 40-jährigen Jubiläum des schwedischen Billardverbandes durchgeführt.

## Geschichte
Raymond Ceulemans leistete sich gegen den schwedischen Lokalmatador Mats Noren überraschend ein Unentschieden. Noren spielte gegen Ceulemans seine beste Turnierpartie. Ansonsten das gleiche Bild der letzten Jahre. Kein anderer Akteur schaffte gegen ihn 50 Punkte. Johann Scherz gewann seine zehnte Silbermedaille. Der Einbandspezialist Christ van der Smissen aus den Niederlanden schaffte bei seiner zweiten Dreiband-EM-Teilnahme mit Platz drei den ersten Podiumsplatz. Gleich in seiner ersten Partie stellte er mit 1,875 einen neuen niederländischen Rekord im besten Einzeldurchschnitt (BED) auf. Für den zweiten Belgier Ludo Dielis lief das Turnier sehr unglücklich. Mit zwei äußerst knappen Niederlagen gegen Scherz (58:60) und Dieter Müller (59:60) reichte es trotz seines sehr guten Generaldurchschnitts (GD) nur zum undankbaren vierten Platz. Der Berliner Dieter Müller bestätigte mit Platz fünf seine Platzierung des letzten Jahres.

## Modus
Gespielt wurde im System „Jeder gegen Jeden“ bis 60 Punkte mit Nachstoß/Aufnahmegleichheit.

## Abschlusstabelle
| MP    | Match Points (Sieger = 2; Unentschieden = 1; Verlierer = 0) |
| Pkte. | Erzielte Karambolagen                                       |
| Aufn. | Benötigte Versuche                                          |
| GD    | Generaldurchschnitt                                         |
| BED   | Bester Einzeldurchschnitt eines Spielers                    |
| HS    | Höchstserie                                                 |
|       | Bester GD des Turniers                                      |
|       | Bester ED des Turniers                                      |
|       | Beste HS des Turniers                                       |
|       | 1. Platz (Gold)                                             |
|       | 2. Platz (Silber)                                           |
|       | 3. Platz (Bronze)                                           |

| Endklassement              | Endklassement          | Endklassement | Endklassement | Endklassement | Endklassement | Endklassement | Endklassement |
| Platz                      | Name                   | MP            | Pkte.         | Aufn.         | GD            | BED           | HS            |
| -------------------------- | ---------------------- | ------------- | ------------- | ------------- | ------------- | ------------- | ------------- |
| 1                          | Raymond Ceulemans      | 21:1          | 660           | 420           | 1,571         | 2,068         | 12            |
| 2                          | Johann Scherz          | 17:5          | 611           | 624           | 0,979         | 1,463         | 8             |
| 3                          | Christ van der Smissen | 16:6          | 610           | 548           | 1,113         | 1,875         | 14            |
| 4                          | Ludo Dielis            | 14:8          | 628           | 519           | 1,210         | 1,363         | 8             |
| 5                          | Dieter Müller          | 12:10         | 594           | 637           | 0,932         | 1,395         | 10            |
| 6                          | Egidio Vierat          | 10:12         | 563           | 625           | 0,900         | 1,153         | 8             |
| 7                          | Antonio Oddo           | 10:12         | 546           | 609           | 0,896         | 1,333         | 7             |
| 8                          | Jorge Theriaga         | 10:12         | 605           | 681           | 0,888         | 1,071         | 10            |
| 9                          | Mats Noren             | 9:13          | 579           | 622           | 0,930         | 1,428         | 8             |
| 10                         | Claudio Nadal          | 9:13          | 525           | 653           | 0,803         | 1,090         | 8             |
| 11                         | Keld Jørgensen         | 4:18          | 537           | 671           | 0,800         | 1,034         | 8             |
| 12                         | Julio Gil              | 0:22          | 338           | 667           | 0,506         | –             | 6             |
| Turnierdurchschnitt: 0,934 |                        |               |               |               |               |               |               |